# Estadi Princep Moulay Abdellah
L'Estadi Príncep Moulay Abdellah (àrab: المجمع الرياضي الأمير مولاي عبد الله, al-Majmaʿ ar-Riyāḍī al-Amīr Mūlāy ʿAbd Allāh) és un estadi esportiu de la ciutat de Rabat, al Marroc. Duu el nom del príncep Moulay Abdellah del Marroc.
Va ser construït l'any 1983 i és la seu del club FAR Rabat. Té una capacitat per a 53.000 espectadors.
És utilitzat per la pràctica del futbol i l'atletisme. Va ser seu de la Copa d'Àfrica de Nacions 1988. També va acollir el Campionat del Món de Clubs de futbol 2014 i els Jocs Panafricans de 2019. Des del 2008 acull el meeting international Mohammed VI d'atletisme de Rabat. Va ser seu del Campionat Africà d'atletisme de 1984.